# Alfara de la Baronia
Alfara de la Baronia è un comune spagnolo di 490 abitanti situato nella comunità autonoma Valenciana.